# Glenfield (Leicestershire)
Glenfield è un paese di 10 000 abitanti della contea del Leicestershire, in Inghilterra.